# Goldstumpfnase
Die Goldstumpfnase (Rhinopithecus roxellana) ist eine stark gefährdete Primatenart aus der Gruppe der Schlankaffen (Presbytini). Sie bewohnt gebirgige Wälder im zentralen China und ist eine der kältetolerantesten Primatenarten überhaupt.

## Merkmale
Die Kopfrumpflänge der Goldstumpfnasen variiert von 48 bis 68 Zentimeter, der Schwanz ist ebenso lang wie der Körper oder länger. Männchen sind größer als Weibchen und werden auch deutlich schwerer: Weibchen wiegen durchschnittlich rund 11 bis 12 Kilogramm, während Männchen 18 bis 20 Kilogramm erreichen können. Je nach Jahreszeit und Lebensraum sind allerdings erhebliche Gewichtsschwankungen möglich.
Der Rumpf und die Gliedmaßen dieser Affen sind rötlich-gelb gefärbt, wobei die Färbung von bräunlich bis hellorange variieren kann. Rücken und Schwanz sind dunkelbraun, ein Streifen am Kopf sowie die Schultern sind schwarz gefärbt. Das Fell dieser Tiere ist mit 5 bis 8 Zentimetern für Primaten relativ lang, bei Männchen wächst im Alter eine mähnenartige, goldgelbe Behaarung am Rücken, wobei die Haare bis zu einem halben Meter lang werden können. Die Schnauze ist weiß und haarlos, die Region um die Augen ist hellblau. Wie alle Stumpfnasen sind sie durch eine kurze Stupsnase charakterisiert, deren Öffnungen nach vorne gerichtet sind. In den Mundwinkeln wachsen bei ausgewachsenen Männchen warzenähnliche Auswüchse. Diese Auswüchse kommen sonst bei keiner Primatenart vor; ihre Funktion ist nicht bekannt.

## Verbreitung und Lebensraum

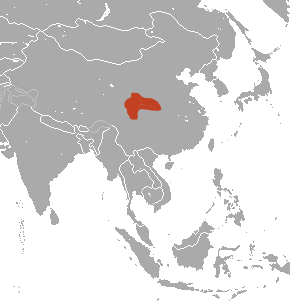
Verbreitungsgebiet der Goldstumpfnase

Goldstumpfnasen sind in China endemisch. Sie leben in den Provinzen Sichuan, Gansu, Hubei und Shaanxi.
Lebensraum dieser Art sind gebirgige Koniferen- oder Mischwälder, sie kommen in Höhen zwischen 1200 und 3300 Meter vor. Ihr Lebensraum ist im Winter oft mehrere Monate schneebedeckt, diese Tiere zählen zu den kältetolerantesten aller Primaten. In den kälteren Regionen ihres Verbreitungsgebietes, etwa dem Shennongjia-Wald oder dem Qinling-Gebirge, kann die Durchschnittstemperatur im Winter −8 °C bis −4 °C betragen, im Sommer hingegen 22 °C bis 24 °C.

## Lebensweise

### Aktivitätszeiten und Fortbewegung
Wie alle Altweltaffen sind Goldstumpfnasen tagaktiv. Sie haben zwei Aktivitätshöhepunkte, einmal am Morgen und einmal am frühen Nachmittag. Zu diesen Zeiten durchstreifen sie ihr Revier und verbringen die nachfolgenden Stunden mit Nahrungssuche. Zu Mittag rasten sie. Diese Affen dürften sowohl in den Bäumen als auch am Boden (semi-terrestrisch) leben – hier sind unterschiedliche Studien zu unterschiedlichen Ergebnissen gekommen. Am Boden bewegen sie sich meist vierfüßig fort, unternehmen jedoch auch vereinzelt zweibeinige Schritte. Auch auf den Bäumen sind sie oft vierfüßig unterwegs, daneben schwingen sie sich auch an den Ästen (Brachiation) oder überbrücken Distanzen springend. Täglich legen sie durchschnittlich zwischen 700 und 2100 Meter zurück, im Winter weniger als im Sommer.

### Sozialverhalten

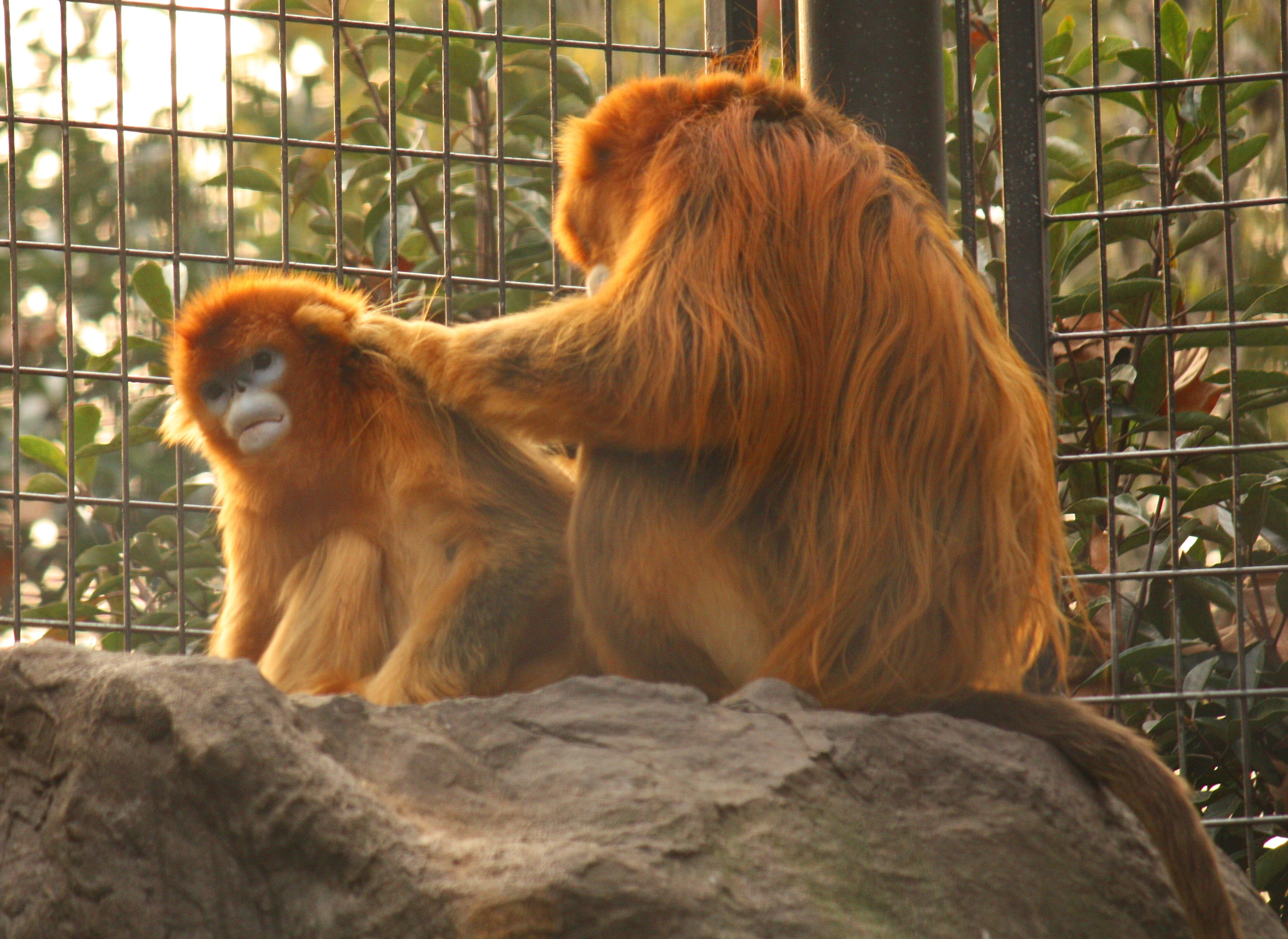
Weibchen und Männchen bei der Fellpflege

Das Gruppenverhalten der Goldstumpfnasen ist variabel, sie leben in Gruppen unterschiedlicher Größe. Den Kern bilden Haremsgruppen, die sich aus einem Männchen, mehreren Weibchen und dem dazugehörigen Nachwuchs zusammensetzen. Diese Haremsgruppen sind stabil und umfassen rund 9 bis 18 Tiere. Das Männchen führt die Gruppe an, die Weibchen etablieren mit Kämpfen untereinander eine Rangordnung. Immer wieder versuchen Männchen, die Vorherrschaft einer Haremsgruppe zu übernehmen. Dies geschieht durch Gesten, Drohgebärden oder Kämpfe, allerdings dürfte auch die Präferenz der Weibchen eine gewisse Rolle spielen, ob ein Übernahmeversuch durch ein anderes Männchen klappt. Übernimmt ein neues Männchen die Gruppe, kommt es oft zum Infantizid, das heißt, dass das Männchen die Kinder seines Vorgängers tötet.
Eine andere Gruppenform sind die Junggesellengruppen, die aus 4 bis 7 Männchen bestehen. Mehrere Gruppen schließen sich zeitweise zu Verbänden zusammen, die mehrere hundert Tiere umfassen können. Dieses zeitweilige Zusammengehen und Sich-wieder-Trennen (fission-fusion) hängt unter anderem vom Nahrungsangebot und von Störungen von außen ab. Die Streifgebiete der Gruppe umfassen bis zu 40 Quadratkilometer, überlappen sich jedoch großflächig.

### Nahrung
Goldstumpfnasen sind Pflanzenfresser, die Ernährung variiert jedoch beträchtlich nach der Jahreszeit. Flechten (zum Beispiel Bartflechten) nehmen einen Gutteil der Nahrung ein, daneben verzehren sie in den wärmeren Monaten auch Blätter, Früchte, Knospen und Samen, selten auch Gräser. Im Winter spielt neben den Flechten auch Baumrinde eine wichtige Rolle.

### Fortpflanzung
Die Fortpflanzung ist saisonal, im Qinling-Gebirge etwa fällt die Paarung in die Monate September bis November. Der Impuls zur Paarung geht meist vom Weibchen aus. Es nimmt Augenkontakt mit dem Männchen auf und läuft dann ein kurzes Stück weg, manchmal präsentiert sie ihm auch ihren Genitalbereich. Wenn das Männchen Interesse zeigt, was nicht immer der Fall ist, kommt es zur Begattung. Nach einer rund sechsmonatigen Tragzeit kommt zwischen März und Mai meist ein einzelnes Jungtier zur Welt. Dieses ist zunächst am Rücken und am Kopf schwarz und am Bauch weißgrau gefärbt, nach mehreren Wochen erscheint die typische gelbe Fellfärbung. Die Erziehung des Jungtieres ist Aufgabe der Weibchen, wobei auch andere Weibchen der Gruppe sich darum kümmern, was als „allomaternale Pflege“ bezeichnet wird.
Nach rund fünf Monaten nimmt es erstmals feste Nahrung zu sich, endgültig entwöhnt wird es mit einem bis eineinhalb Jahren. Männliche Jungtiere müssen mit rund drei Jahren ihre Geburtsgruppe verlassen, sie werden vom Vater vertrieben. Die meisten Weibchen hingegen bleiben zeitlebens in ihrer Geburtsgruppe.

## Bedrohung
Goldstumpfnasen zählen zu den gefährdeten Arten. Die Hauptursache stellt die Zerstörung ihres Lebensraumes durch Waldrodungen dar. Die Jagd spielt hingegen nur eine sehr untergeordnete Rolle. Ihr Siedlungsgebiet ist in viele kleine Teile zersplittert. Die chinesische Regierung hat große Teile ihres verbleibenden Verbreitungsgebietes in Naturschutzgebiete umgewandelt; positiv wirkt sich dabei aus, dass in Teilen ihres Lebensraums der Große Panda lebt und die Goldstumpfnase von den Schutzmaßnahmen für diesen Bären profitiert. Schätzungen über die Gesamtpopulation belaufen sich auf 8.000 bis 20.000 Tiere; die Weltnaturschutzunion IUCN gibt etwa 15.000 Tiere an und listet die Art in der Roten Liste gefährdeter Arten als stark gefährdet (Endangered) auf.